# József Csermák
József Csermák (14. února 1932 Senec – 14. ledna 2001 Tapolca) byl maďarský atlet, olympijský vítěz v hodu kladivem z roku 1952.
Nečekaně získal zlatou olympijskou medaili v Helsinkách v roce 1952, když ve finále v hodu kladivem vytvořil nový světový rekord 60,34 m a stal se tak prvním kladivářem na světě, který překonal hranici šedesáti metrů. Na evropském šampionátu v Bernu v roce 1954 vybojoval bronzovou medaili v hodu kladivem. Startoval také na olympijských hrách v Melbourne v roce 1956 (zde skončil pátý) a na mistrovství Evropy ve Stockholmu v roce 1958, kde obsadil v soutěži kladivářů osmé místo. Jeho nejlepší výkon v hodu kladivem 64,23 m pochází z roku 1960.